# Tlapaneng
Der Tlapaneng (Ntlapaning) ist ein Berg im Distrikt Berea in Lesotho.

## Lage und Umgebung
Der Tlapaneng ist 1769 m (1682 m) hoch. Er ist einer der nördlichen Ausläufer der Drakensberge in der Nähe der Grenze zwischen Südafrika und Lesotho. Er liegt im Gebiet des Community Council Kanana Community.
Im Osten ist der nächste höhere Berg der Sefikeng.